# Rohány
Rohány (Rohani), település Romániában, a Partiumban, Bihar megyében.

## Fekvése
Gyanta mellett fekvő település.

## Története
Rohány (Rohani), korábban Gyanta része volt. 1956-ban vált önálló településsé, ekkor 408 lakosa volt. 

A 2002-es népszámláláskor 162 lakosából 127 román, 35 cigány volt.